# 勒贝尔萨克
勒贝尔萨克（法語：Le Bersac，法語發音：[lə bɛʁsak]）是法国上阿尔卑斯省的一个市镇，位于该省西部，属于加普区。

## 地理
勒贝尔萨克（44°24'42"N, 5°44'59"E）面积8.02 平方千米，位于法国普罗旺斯-阿尔卑斯-蓝色海岸大区上阿尔卑斯省，该省份为法国东南部内陆省份，北起萨瓦省，西北接伊泽尔省，西南接德龙省，南至上普罗旺斯阿尔卑斯省，东北部与意大利接壤。
与勒贝尔萨克接壤的市镇（或旧市镇、城区）包括：梅勒伊、蒙特龙、萨武尔农、塞尔、加尔德科隆布。

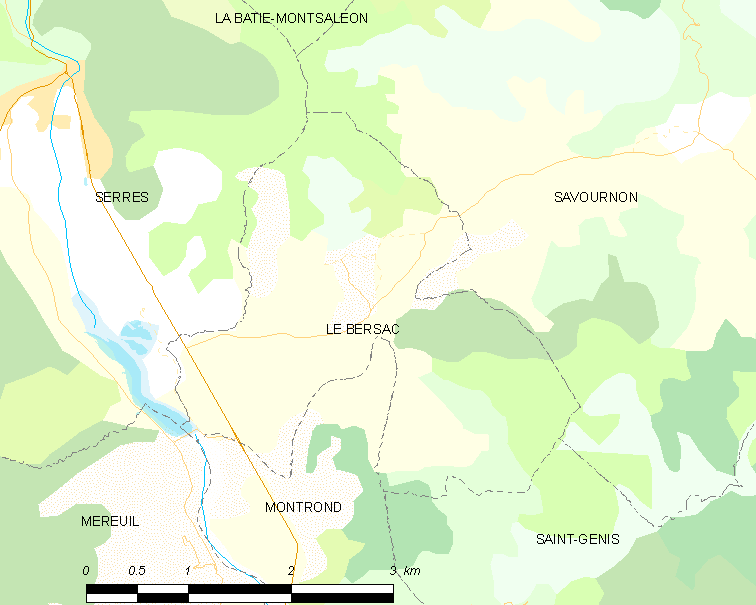
勒贝尔萨克的OSM定位图

勒贝尔萨克的时区为UTC+01:00、UTC+02:00（夏令时）。

## 行政
勒贝尔萨克的邮政编码为05700，INSEE市镇编码为05021。

## 政治
勒贝尔萨克所属的省级选区为塞尔县。

## 人口

1962-2008年间勒贝尔萨克人口变化图示

勒贝尔萨克于2022年1月1日时的人口数量为139人。